# Hakan Ünsal
Hakan Ünsal (* 14. května 1973, Sinop) je bývalý turecký fotbalový obránce a reprezentant. Mimo Turecko hrál na klubové úrovni v Anglii.

## Klubová kariéra
S Galatasaray SK nasbíral řadu domácích trofejí a také vyhrál Pohár UEFA 1999/00 a Superpohár UEFA v roce 2000.

## Reprezentační kariéra
V letech 1994–1995 hrál za tureckou jedenadvacítku.
V A-týmu Turecka debutoval 31. 8. 1996 v kvalifikačním utkání v Bruselu proti domácímu týmu Belgie (prohra 1:2).
Zúčastnil se EURA 2000 v Nizozemsku a Belgii a MS 2002 v Japonsku a Jižní Koreji (zisk bronzové medaile).
Celkem odehrál v letech 1996–2004 v tureckém národním týmu 33 zápasů, branku nevstřelil.
Zápasy Hakana Ünsala v A-týmu Turecka
| Národní tým | Rok    | Zápasy | Góly |
| ----------- | ------ | ------ | ---- |
| Turecko     |        |        |      |
| 1996        | 2      | 0      |      |
| 1997        | 4      | 0      |      |
| 1998        | 3      | 0      |      |
| 1999        | 4      | 0      |      |
| 2000        | 7      | 0      |      |
| 2001        | 1      | 0      |      |
| 2002        | 11     | 0      |      |
| 2003        | 0      | 0      |      |
| 2004        | 1      | 0      |      |
| Celkem      | Celkem | 33     | 0    |